# Stitch!
Stitch! (スティッチ!?, Sutitchi) è un anime televisivo, spin-off del film Lilo & Stitch creato da Madhouse per Disney Channel Japan. In Italia sono state trasmesse le prime due stagioni su Toon Disney dal 14 giugno 2010, e successivamente in chiaro su Rai 2 dal 2 novembre.

## Trama
La serie è ambientata anni dopo gli eventi di Leroy & Stitch. Il protagonista Stitch, lasciata Lilo dopo che quest'ultima è andata al college, ruba uno scooter spaziale al suo creatore Jumba Jookiba e riprende le sue azioni distruttive originali in giro per lo spazio. Inseguito dalla Federazione Intergalattica e dallo stesso Jumba, Stitch viene travolto da una tempesta spaziale e precipita verso la Terra, mentre Jumba finisce su un asteroide in uno degli anelli di Saturno dove si riunisce con Pleakley, rimasto bloccato durante una missione due settimane prima. Stitch viene catapultato in Izayoi, immaginaria isola tropicale giapponese facente parte delle isole di Okinawa, nella quale conosce Yuna Kamihara, una dolce ragazzina locale amante del Karate che vive con la nonna Obaa Kamihara. Qui, verrà a conoscenza della Pietra Spirituale, capace di esaudire i desideri di chi la possiede, ma l'esperimento 626 Stitch, prima di poter esprimere il suo desiderio (diventare il più forte dell'universo), dovrà compiere 43 buone ed eroiche azioni. Stitch tenta così di compiere buone azioni mentre si gode la sua nuova vita con Yuna su Izayoi, ricongiungendosi con Jumba e Pleakley e stringendo amicizia con diversi yōkai del luogo, in particolare il sig. Kijimunaa, che diventerà un loro stretto alleato. Nel frattempo però, l’arcinemico di Stitch, il Dr. Jacques von Hämsterviel, è nuovamente in libertà, e scoperto il potere della Pietra, tenterà di impossessarsene aiutato dal Capitano Gantu e l'esperimento 625 Reuben, tornati ad essere suoi servitori dopo essere stati congedati dalla Federazione Intergalattica.
Più avanti, nel corso della 3ª Stagione, verrà svelato il motivo per cui Stitch ha abbandonato Lilo: la ragazza, ormai cresciuta, andò al College e, il giorno in cui doveva andare a trovare Stitch sulla spiaggia per salutarlo, Nani rimase incinta e Lilo dovette assisterla, dando buca a Stitch. 20 Anni  dopo però va in Giappone a trovare Stitch. Ormai è adulta e ha una figlia chiamata Ani (sorprendentemente simile a lei quando era bambina) e, prima di prendere l'aereo del ritorno, promette a Stitch di andarlo a trovare presto, rinnovando la sua amicizia con lui. La vera antagonista principale nella terza stagione dell'anime è Delia, una strega aliena malvagia che, alla fine, verrà catturata e arrestata insieme ai suoi servitori, il Dottor Hämsterviel, il Capitano Gantu e Reuben dalla Federazione Intergalattica dopo la sconfitta della sua potente creazione, Dark End.

## Episodi
La serie ha tre stagioni. Sono stati inoltre prodotti finora due special: Stitch and the Planet of Sand (2012) e Stitch! Perfect Memory (2015).
| Stagione         | Episodi | Prima e fine TV originale        | Prima e fine TV Italia |
| ---------------- | ------- | -------------------------------- | ---------------------- |
| Prima stagione   | 25      | 8 ottobre 2008 - 25 marzo 2009   | 14 giugno 2010         |
| Seconda stagione | 29      | 13 ottobre 2009 - 29 giugno 2010 | 2011                   |
| Terza stagione   | 29      | 6 luglio 2010 - 8 marzo 2011     | TBA                    |
| Speciale TV      | 5       | 26 giugno 2009 - 7 agosto 2015   | TBA                    |

### Prima stagione
La prima stagione, dal titolo Stitch! è stata trasmessa in Giappone dall'8 ottobre 2008, fino al 26 giugno 2009., poi è andata in onda in Australia, Asia e America Latina. In Italia è andata in onda su Toon Disney e in chiaro su Rai 2 nel contenitore Cartoon Flakes.

### Seconda stagione
La seconda stagione, dal titolo Stitch! -  The Mischievous Alien's Great Adventure è stata trasmessa in Giappone dal 13 ottobre 2009 al 29 giugno 2010.

### Terza stagione
La terza stagione, dal titolo Stitch! - Always the Best Friends è stata trasmessa in Giappone dal 6 luglio 2010 al 19 luglio 2011.

## Personaggi

### Principali
- Stitch (doppiato da Ben Diskin e  Paolo De Santis)
- Yuna Kamihara (doppiata da Eden Riegel e  Giovanna Papandrea)
- Dottor Jumba Jookiba (doppiato da Jess Winfield e Riccardo Rovatti)
- Pleakley (doppiato da Ted Biaselli e Luca Bottale)
- Obaa Kamihara (nonna) (doppiata da Gwendoline Yeo e Rosalba Bongiovanni)
- Kijimunaa (doppiato da Colleen O'Shaughenessey e Loretta Di Pisa)
- Sasha
- Taro

### Antagonisti
- Dottor Jacques von Hämsterviel (doppiato da Kirk Thornton e Lorenzo Scattorin)
- Delia
- Capitano Gantu (doppiato da Keith Silverstein e Marco Balzarotti)
- Reuben (doppiato da Dave Wittenberg e Patrizio Prata)
- Dark End
- Zero
- Kenny (doppiato da Derek Stephen Prince e Cinzia Massironi)
- Penny (doppiata da Karen Strange e Serena Clerici)
- Jessica

### Altri personaggi
- Angel
- Sparky
- Lilo Pelekai
- Nani Pelekai
- Hiroman
- Tigerlily

## Messa in onda nel mondo
| Paese         | Rete                               | Uscita           | Titolo                                           |
| ------------- | ---------------------------------- | ---------------- | ------------------------------------------------ |
| Giappone      | TV Tokyo, TV Asahi, Disney Channel | 8 ottobre 2008   | スティッチ!                                      |
| India         | Disney Channel                     | 2009             | Stitch!                                          |
| Australia     | Disney Channel                     | 4 dicembre 2009  | Stitch!                                          |
| Asia          | Disney Channel Asia                | 19 dicembre 2009 | Stitch!                                          |
| Germania      | Disney Channel                     | 10 aprile 2010   | Yuna & Stitch                                    |
| Paesi Bassi   | Disney XD                          | giugno 2010      | Stitch!                                          |
| Italia        | Toon Disney, Rai 2                 | 14 giugno 2010   | Stitch!                                          |
| Regno Unito   | Disney Cinemagic                   | 3 ottobre 2010   | Stitch!                                          |
| Corea del Sud | Disney Channel                     | 2011             | 스티치: 새로운 모험 (Stitch: The New Adventures) |
| Stati Uniti   | Disney XD                          | 24 ottobre 2011  | Stitch!                                          |

## DVD
Il primo cofanetto DVD della prima stagione della serie è uscito il 5 agosto 2009 in Giappone e contiene gli episodi 1-13. Il 7 ottobre 2009 è uscita la seconda parte della serie in DVD.
In DVD la seconda stagione è uscita il 23 giugno 2010 e la seconda parte il 20 ottobre 2010.